# Markéta Kabourková
Markéta Kabourková (* 19. dubna 1974 Havířov) je česká ekonomka a manažerka působící především v oblasti výzkumných organizací a vysokých škol. V letech 2004 až 2012 působila ve Výzkumném ústavu veterinárního lékařství, v.v.i., v letech 2013 až 2015 na Vysokém učení technickém v Brně a v roce 2016 na Českém vysokém učení technickém v Praze. Jako členka auditních týmů spolupracovala na více než 30 kontrolách a statutárních auditech na univerzitách a výzkumných organizacích. Od února 2021 je místopředsedkyní Národní sportovní agentury.

## Život
Po absolutoriu gymnázia v Havířově vystudovala Vysokou školu báňskou – Technickou univerzitu Ostrava, Ekonomickou fakultu, obor Ekonomika a právo.
Od roku 2004 se zabývala financováním výzkumu a později také vysokých škol. V roce 2006 byla účastna transformaci příspěvkové organizace veřejnou výzkumnou instituci a nastavování nového systému řízení. Věnuje se rovněž dotačnímu managementu a výkladům pravidel. Zpracovává stanoviska v rámci nejasností financování a výkaznictví nákladů výzkumných institucí a také dalších příjemců. V rámci mezinárodního projektu Queen’s University Belfast působila v pozici projektové manažerky.
Podílela se na vypracování expertního stanoviska pro Evropskou komisi (Výklad vybraných nákladových položek H2020 v souvislosti s českou legislativou) v oblasti nákladů pro Horizon2020. Ve spolupráci s dalšími publikovala v časopise Auditor (oblast financování neziskového sektoru a dotační problematika).
V rámci své činnosti prosazuje rozdělení vysokých škol na univerzitní a profesní, přehodnocení rozdělení bakalářského a magisterského studia – návrat k pětiletému magisterskému studiu, 20 % vysokoškolské výuky v angličtině, vyšší zapojení soukromých zdrojů do financování vysokých škol a kontraktové financování. V oblasti výzkumu větší odpovědnost státu za to, jaké výzkumné směry chce podporovat, sjednocení grantových pravidel a poskytovatelů, vytvoření profesionálního systému státní správy pro oblast výzkumu, podporu zakládání nových výzkumných týmů. Do klíčových pozic řízení výzkumu a vysokých škol je nutné instalovat nezkorumpované, správné a náročné lidi s plnou odpovědností za svá rozhodnutí. Hlavním cílem třístupňového univerzitního vzdělávání nejsou počty absolventů, ale jejich kvalita.
V roce 2016 byla propuštěna z funkce ředitelky Správy účelových zařízení ČVUT. Výpovědi se bránila žalobou. Rozsudek potvrdil neplatnost výpovědi jak v prvním tak i v odvolacím řízení .
Věnuje se problematice podpory sportu včetně jeho financování. Od února 2021 byla jmenována místopředsedkyní Národní sportovní agentury.

## Politické působení
Ve volbách do Senátu PČR v roce 2018 kandidovala jako nezávislá kandidátka v obvodu č. 74 – Karviná. Se ziskem 8,54 % hlasů skončila na 5. místě.